# Granicznikowate
Granicznikowate (Lobariaceae Chevall.) – rodzina grzybów z rzędu pawężnicowców (Peltigerales).

## Systematyka
Pozycja w klasyfikacji według Index Fungorum: Lobariaceae, Peltigerales, Lecanoromycetidae, Lecanoromycetes, Pezizomycotina, Ascomycota, Fungi.
RodzajeWedług aktualizowanej klasyfikacji Index Fungorum bazującej na Dictionary of the Fungi do rodziny tej należą rodzaje:
- Dendriscosticta Moncada & Lücking 2013
- Lobaria (Schreb.) Hoffm. 1796 – granicznik
- Lobariella Yoshim. 2002
- Lobarina Nyl. ex Cromb. 1894
- Podostictina Clem. 1909
- Pseudocyphellaria Vain. 1890
- Ricasolia De Not. 1846
- Sticta (Schreb.) Ach. 1803 – podgranicznik
- Yarrumia D.J. Galloway 2015
- Yoshimuriella Moncada & Lücking 2013[2].

Nazwy polskie według W. Fałtynowicza.